# القزعه (حجة)
القزعه هي إحدى قرى الجمهورية اليمنية. وهي تتبع جغرافيًا لمحافظة حجة. وإداريًا لمديرية كعيدنة. يبلغ تعداد سكانها 1056 نسمة حسب الإحصاء الذي جرى عام 2004.